# Omar Ceesay
Omar Ceesay (* 18. September 1992 in Njie Kunda) ist ein gambischer Politiker.

## Leben
| Parlamentswahl | Stimmen | Stimmanteil |
| -------------- | ------- | ----------- |
| 2017           | 1.803   | 29,07 %     |

Der 24-jährige Student des Gambia College Omar Ceesay trat bei der Wahl zum Parlament 2017 als Kandidat der Gambia Democratic Congress (GDC) im Wahlkreis Niamina East in der Janjanbureh Administrative Area an, im gleichen Jahr machte er den Abschluss als Lehrer. Mit 29,07 % konnte er den Wahlkreis vor Sanna B. Ceesay (UDP) und Fatou Jai Ceesay (PSOIS) für sich gewinnen. Als 24-Jähriger war Ceesay der bis zu diesem Zeitpunkt jüngste Abgeordnete der National Assembly.
Bei den Parlamentswahlen 2022 trat Ceesay erneut im Wahlkreis Niamina East an und verlor mit 2056 Stimmen (22,72 %) gegen den NPP-Kandidaten Dawda Jeng (* 1994), der 3265 Stimmen (35,94 %) erhielt.